# HMS Ardent (1796)
HMS Ardent (Корабль Его Величества «Ардент») — 64-пушечный линейный корабль третьего ранга. Третий корабль Королевского флота,
названный HMS Ardent. Корабль строился для Британской Ост-Индской компании, но был выкуплен Королевским флотом после начала Французских революционных войн. Спущен на воду 9 апреля 1796 года на частной верфи Питчера в Норфлите. Принял участие во многих морских сражениях периода Французских революционных и Наполеоновских войн, в том числе в Сражении при Кампердауне и Сражении при Копенгагене.

## Служба
В октябре 1797 года Ardent, под командованием капитана Ричарда Рандла Берджеса, находился в Северном море, где 9 октября
присоединился к флоту адмирала Дункана в Ярмуте и отплыл к острову Тексел.
11 октября 1797 года принял участие в Сражении при Кампердауне, в котором британский флот
адмирала Адама Дункана одержал решительную победу над голландским флотом адмирала де Винтера.
Ardent входил в наветренную эскадру британского флота, и вслед за Venerable, флагманом адмирала Дункана атаковал голландский авангард. Когда Venerable не смог прорвать голландскую линию между флагманом адмирала де Винтера Vrijheid и следующим в линии Staten-Generaal, и был вынужден повернуть на юг чтобы зайти с другой стороны, в сражение с Vrijheid вступил Ardent. Оказавшись под огнём двух более мощных кораблей (74-пушечного Vrijheid и его переднего мателота, 68-пушечного Admiraal Tjerk Hiddes De Vries) Ardent был сильно поврежден и понес тяжёлые потери. Только когда Venerable атаковал Vrijheid со стороны правого борта Ardent получил короткую передышку. Однако вскоре огонь по нему открыли несколько фрегатов, составлявших вторую линию голландского флота и лишь с прибытием подкрепления вице-адмирала Онслоу преимущество перешло на сторону британцев. В сражении Ardent получил 98 пробоин корпуса, все его мачты были в очень плохом состоянии и Bedford пришлось взять на буксир. Из всего британского флота Ardent понес самые тяжёлые потери, потеряв 41 человека убитыми (в том числе капитана и двух лейтенантов) и 107 человек ранеными.
В августе-ноябре 1799 года Ardent, под командованием капитана Томаса Берти, принял участие в Голландской экспедиции. 30 августа 1799 года он в составе эскадры вице-адмирала Эндрю Митчелла из 17 линейных кораблей
присутствовал при сдаче флота Батавской республики из 12 линейных кораблей под командованием контр-адмирала Сэмюэля Стори. На кораблях эскадры Стори начался бунт и экипажи отказались вступать в бой с британцами, так что
у контр-адмирала не было другого выхода кроме как капитулировать.
12 марта 1801 года Ardent в составе флота адмирала Хайда Паркера отплыл из Ярмута к Копенгагену. 2 апреля 1801 года в составе колонны Нельсона принял участие в сражении при Копенгагене, одним из первых вступив в бой с превосходящими силами датчан. Битва продолжалась несколько часов, британцам удалось захватить 12 линейных кораблей, 11 из которых они сожгли. В итоге перевес британского флота стал очевиден и датчане вступили в переговоры, закончившиеся подписанием мирного договора. В бою Ardent потерял 30 человек убитыми, 64 ранеными, ещё 40 человек получили лёгкие ранения.
28 ноября 1803 года Ardent у мыса Финистерре заметил неизвестное французское судно и устремился за ним в погоню. Ему удалось сделать по противнику несколько выстрелов, прежде чем ветер отнес его от берега позволив врагу обогнуть мыс и сесть на мель в заливе Финистерре. Экипаж французского корабля поджег судно, чтобы предотвратить его захват экипажем Ardent, и оно взорвалось в полночь. Им оказался французский 24-пушечный корвет Bayonnaise с экипажем из 200 человек, идущий из Гаваны в Ферроль.
Ardent, под командованием капитана Росса Доннелли, сопровождал транспорты с войсками под командованием генерала сэра
Сэмюэля Аучмати для усиления армии в Южной Америке. Конвой вышел из Фалмута 11 октября, прибыл в Рио-де-Жанейро и
присоединился к эскадре контр-адмирала Чарльза Стерлинга у Мальдонадо 5 января 1807 года. Эскадра Стерлинга прибыла к острову
Флорес, где 16 января 1807 года высадила на берег войска для нападения на Монтевидео в рамках второго вторжения в вице-королевство Рио-де-Ла-Плата. Вместе с войсками на берег были высажены около 800 моряков и морских пехотинцев под командованием капитана Доннелли, а также орудия и боеприпасы с линейных кораблей. Город был захвачен 3 февраля, после короткого штурма. Из экипажа Ardent один человек был убит, 5 человек были ранены и два пропали без вести во время захвата города.
Весной 1809 года Ardent был в Гётеборге под командованием капитана Роберта Хонимена. Вскоре после этого он был размещен в проливе Большой Бельт, чтобы защищать британские торговые суда и его шлюпки часто принимали участие в сражениях против
флотилий датских канонерских лодок.
19 апреля 1809 года отряд из 80 матросов под командованием лейтенанта Дэвида Прайса высадился на острове Ромсо в заливе
Большой Бельт, чтобы набрать дров и воды, но был окружен и взят в плен отрядом из 300 датчан, которые высадились на остров днем
ранее. Несколько матросов с Ardent были убиты или ранены. Лейтенант Прайс был отправлен на остров Фуен но позже обменян.
2 июня 1813 года Ardent отплыл из Портсмута с грузом припасов для Бермудских островов. По прибытии туда он был переоборудован в плавучую тюрьму. Он оставался в этом качестве до 1824 года, когда было принято решение вывести его из состава флота и отправить на слом.